# إرنست جيريمياه تشوكووما
إرنست جيريمياه تشوكووما (بالإنجليزية: Ernest Jeremiah Chukwuma)‏ هو لاعب كرة قدم نيجيري في مركز الهجوم، ولد في 29 أغسطس 1985 في نيجيريا. لعب مع برسيبورا جايابورا وجيجيانغ غرينتاون وسبورتينغ غوا.